# Polvo serán
Polvo serán és una pel·lícula musical de tragicomèdia i drama romàntic de 2024, dirigida per Carlos Marqués-Marcet, qui la coescriví al costat de Clara Roquet i Coral Cruz. És protagonitzada per Ángela Molina i Alfredo Castro. Es va estrenar al Festival Internacional de Cinema de Toronto el 7 de setembre de 2024, i després es va estrenar en cinemes espanyols el 15 de novembre de 2024, amb distribució de Elastica Films.

## Argument
Claudia és una veterana actriu de teatre a qui se li diagnostica una malaltia terminal. Ella, juntament amb la seva parella durant més de quaranta anys, Flavio, decideixen marxar a Suïssa, un país on el suïcidi assistit és legal i podrà posar fi a la seva vida evitant una lenta i dolorosa agonia. Enmig d’ells dos està Violeta, la seva filla, que fa de mitjancera alhora que intenta trobar el seu lloc en aquesta situació i acceptar-la.

## Repartiment
- Ángela Molina com a Claudia
- Alfredo Castro com a Flavio
- Mònica Almirall Batet com a Violeta
- Patrícia Bargalló Moreira com a Lea
- Alván Prado com a Manuel
- Manuela Biedermann com a Inger

## Producció
Al febrer de 2023, Clara Roquet va comentar en una entrevista a El Nacional que estava escrivint una nova pel·lícula, titulada temptativament Polvo serán, al costat de Carlos Marqués-Marcet, qui també la dirigiria. El primer anunci formal de la pel·lícula va tenir lloc al desembre de 2022, amb l'anunci inicial que Geraldine Chaplin i la seva filla Oona serien les protagonistes de la pel·lícula. l novembre de 2023, es va anunciar que el rodatge de la pel·lícula havia començat a l'octubre d'aquest any, amb Ángela Molina, Alfredo Castro i Mònica Almirall com els protagonistes finals de la cinta, i que aquest rodatge conclouria al desembre de 2023. El rodatge de la pel·lícula va tenir lloc en Barcelona, els Alps i Suïssa.
El pressupost total de Polvo serán és de 3.09 milions d'euros, incloent 680.000 euros procedents de les ajudes generals del ICAA.

## Llançament i màrqueting
Al juliol de 2024, es va anunciar que Polvo serán tindria la seva estrena en el Festival Internacional de Cinema de Toronto de 2024 el 7 de setembre de 2024. El 21 d'agost de 2024, es va anunciar que la pel·lícula tindria la seva estrena a Espanya en la Seminci; i aquest mateix dia Elastica Films va programar la seva estrena en cinemes espanyols pel 15 de novembre de 2024.
El setembre de 2024 va ser llançat el pòster de la pel·lícula. El 18 d'octubre de 2024, Elastica va llançar el tràiler de la pel·lícula.

## Recepció
Al lloc web de l'agregador de ressenyes Rotten Tomatoes, el 100% de les crítiques d'11 crítiques són positives, amb una valoració mitjana de 7,4/10.
Stephen Saito de Variety va escriure que la pel·lícula "mostra moure's de més d'una manera", "aconseguint un nivell d'intimitat inusual fins i tot per al seu director confiadament sensible".
Olivia Popp de Cineuropa va escriure que la pel·lícula "va a trencar amb tota la seva sinceritat i peculiaritat, i té èxit".
Jonathan Holland de Screen Daily va considerar que la pel·lícula era un "drama del final de la vida admirablement poc sentimental i implicant que ve, de manera inusual, esquitxada de seqüències de ball".
Javier Ocaña d' El País va declarar Polvo serán "una obra agosarada, gairebé sense sentit, volcànica, pretensiosa, vociferant, apassionada (encara que no captivadora)", amb alguns seqüències de ball que arriba als nivells de cursi d'Eliseo Subiela.
Philipp Engel de Cinemanía va donar Polvo serán 4 de 5 estrellas, escrivint sobre una pel·lícula "intel·ligent", "sense el més mínim indici de sentimentalisme".

## Reconeixements
| Any  | Premi                                               | Categoria                                | Nominat                                                  | Resultat  | Ref    |
| ---- | --------------------------------------------------- | ---------------------------------------- | -------------------------------------------------------- | --------- | ------ |
| 2024 | Festival Internacional de Cinema de Toronto de 2024 | Premi Platform                           | Premi Platform                                           | Guanyador | [ 18 ] |
| 2024 | 69a Setmana Internacional de Cinema de Valladolid   | Espiga de plata                          | Espiga de plata                                          | Guanyador | [ 19 ] |
| 2024 | 19a Festa del Cinema di Roma                        | Millor actriu                            | Ángela Molina                                            | Guanyador | [ 20 ] |
| 2025 | Premis Gaudí de 2025                                | Millor pel·lícula en llengua no catalana | Millor pel·lícula en llengua no catalana                 | Pendent   | [ 21 ] |
| 2025 | Premis Gaudí de 2025                                | Millor director                          | Carlos Marques-Marcet                                    | Pendent   | [ 21 ] |
| 2025 | Premis Gaudí de 2025                                | Millor guió original                     | Carlos Marques-Marcet, Clara Roquet, Coral Cruz          | Pendent   | [ 21 ] |
| 2025 | Premis Gaudí de 2025                                | Millor protagonista femenina             | Ángela Molina                                            | Pendent   | [ 21 ] |
| 2025 | Premis Gaudí de 2025                                | Millor protagonista masculí              | Alfredo Castro                                           | Pendent   | [ 21 ] |
| 2025 | Premis Gaudí de 2025                                | Millor banda sonora                      | Maria Arnal                                              | Pendent   | [ 21 ] |
| 2025 | Premis Gaudí de 2025                                | Millor fotografia                        | Gabriel Sandru                                           | Pendent   | [ 21 ] |
| 2025 | Premis Gaudí de 2025                                | Millor muntatge                          | Chiara Dainese                                           | Pendent   | [ 21 ] |
| 2025 | Premis Gaudí de 2025                                | Millor disseny de producció              | Mayca Sanz, Andrés Mellinas                              | Pendent   | [ 21 ] |
| 2025 | Premis Gaudí de 2025                                | Millor direcció artística                | Laia Ateca                                               | Pendent   | [ 21 ] |
| 2025 | Premis Gaudí de 2025                                | Millor vestuari                          | Pau Aulí                                                 | Pendent   | [ 21 ] |
| 2025 | Premis Gaudí de 2025                                | Millor maquillatge i vestuari            | Natalia Albert, Marta Xipell                             | Pendent   | [ 21 ] |
| 2025 | Premis Gaudí de 2025                                | Millor so                                | Xavier Lavorel, Maya Baur, Kathleen Moser, Denis Séchaud | Pendent   | [ 21 ] |
| 2025 | Premis Gaudí de 2025                                | Millor efectes visuals                   | Diana Cuyàs                                              | Pendent   | [ 21 ] |
| 2025 | XII Premis Feroz                                    | Millor música original                   | Maria Arnal                                              | Pendent   | [ 22 ] |
| 2025 | XII Premis Feroz                                    | Millor tràiler                           | Miguel Ángel Trudu                                       | Pendent   | [ 22 ] |
| 2025 | XII Premis Feroz                                    | Millor cartell                           | Emilio Lorente, Lluís Tudela                             | Pendent   | [ 22 ] |
| 2025 | XXXIX Premis Goya                                   | Millor actor                             | Alfredo Castro                                           | Pendent   | [ 23 ] |